# Allen Peter
Allen Peter (Honiara, 11 de septiembre de 1995) es un futbolista salomonense que juega en la demarcación de defensa para el Solomon Warriors FC de la S-League.

## Selección nacional
Tras jugar con la selección de fútbol sub-20 de Islas Salomón, y la sub-23, hizo su debut con la selección absoluta el 24 de marzo de 2016 en un encuentro amistoso contra Papúa Nueva Guinea que finalizó con un resultado de 2-0 a favor del combinado salomonense tras los goles de Benjamin Totori y Joses Nawo.

## Clubes
| Club                | País          | Año         |
| ------------------- | ------------- | ----------- |
| Malaita Eagles FC   | Islas Salomón | 2011 - 2016 |
| Solomon Warriors FC | Islas Salomón | 2016 -      |